# CLABE
Le CLABE (Numéro clé de banque standardisé), ou Clave Bancaria Estandarizada en espagnol, est un numéro de communication bancaire mexicain. Il a été créé par l'Association des Banques du Mexique (Asociación de Bancos de México (ABM) dans sa forme originelle.

## Composition
Le CLABE est composé de 18  caractères, les trois premiers identifiant la banque, les trois suivants sont pour la succursale et les onze autres formant le numéro de compte du bénéficiaire et le dernier étant le numéro de contrôle.

## Correspondance des numéros
| ABM Numéro | Nom de l'établissement                                                                   | Nom court             | Participates As |
| ---------- | ---------------------------------------------------------------------------------------- | --------------------- | --------------- |
| 002        | Banco Nacional de México, S.A.                                                           | BANAMEX               | R               |
| 012        | BBVA Bancomer, S.A.                                                                      | BBVA BANCOMER         | R               |
| 014        | Banco Santander, S.A.                                                                    | SANTANDER             | R               |
| 019        | Banco Nacional del Ejército, Fuerza Aérea y Armada, S.N.C.                               | BANJERCITO            | R               |
| 021        | HSBC México, S.A.                                                                        | HSBC                  | R               |
| 022        | GE Money Bank, S.A.                                                                      | GE MONEY              | R               |
| 030        | Banco del Bajío, S.A.                                                                    | BAJIO                 | R               |
| 032        | IXE Banco, S.A.                                                                          | IXE                   | R               |
| 036        | Banco Inbursa, S.A.                                                                      | INBURSA               | R               |
| 037        | Banco Interacciones, S.A.                                                                | INTERACCIONES         | R               |
| 042        | Banca Mifel, S.A.                                                                        | MIFEL                 | R               |
| 044        | Scotiabank Inverlat, S.A.                                                                | SCOTIABANK            | R               |
| 058        | Banco Regional de Monterrey, S.A.                                                        | BANREGIO              | R               |
| 059        | Banco Invex, S.A.                                                                        | INVEX                 | R               |
| 060        | Bansi, S.A.                                                                              | BANSI                 | R               |
| 062        | Banca Afirme, S.A.                                                                       | AFIRME                | R               |
| 072        | Banco Mercantil del Norte, S.A.                                                          | BANORTE               | R               |
| 102        | ABN AMRO Bank México, S.A.                                                               | ABNAMRO               | RC              |
| 103        | American Express Bank (México), S.A.                                                     | AMERICAN EXPRESS      | R               |
| 106        | Bank of America México, S.A.                                                             | BAMSA                 | RC              |
| 108        | Bank of Tokyo-Mitsubishi UFJ (México), S.A.                                              | TOKYO                 | RC              |
| 110        | Banco J.P. Morgan, S.A.                                                                  | JP MORGAN             | RC              |
| 112        | Banco Monex, S.A.                                                                        | BMONEX                | RC              |
| 113        | Banco Ve por Mas, S.A.                                                                   | VE POR MAS            | R               |
| 116        | ING Bank (México), S.A.                                                                  | ING                   | RC              |
| 124        | Deutsche Bank México, S.A.                                                               | DEUTSCHE              | RC              |
| 126        | Banco Credit Suisse (México), S.A.                                                       | CREDIT SUISSE         | RC              |
| 127        | Banco Azteca, S.A.                                                                       | AZTECA                | R               |
| 128        | Banco Autofin México, S.A.                                                               | AUTOFIN               | R               |
| 129        | Barclays Bank México, S.A.                                                               | BARCLAYS              | RC              |
| 130        | Banco Compartamos, S.A.                                                                  | COMPARTAMOS           | R               |
| 131        | Banco Ahorro Famsa, S.A.                                                                 | FAMSA                 | R               |
| 132        | Banco Multiva, S.A.                                                                      | BMULTIVA              | R               |
| 133        | Prudencial Bank, S.A.                                                                    | PRUDENTIAL            | RC              |
| 134        | Banco Wal Mart de México Adelante, S.A.                                                  | WAL-MART              | R               |
| 136        | Banco Regional, S.A.                                                                     | REGIONAL              | R               |
| 137        | BanCoppel, S.A.                                                                          | BANCOPPEL             | R               |
| 138        | Banco Amigo, S.A.                                                                        | AMIGO                 | R               |
| 139        | UBS Banco, S.A.                                                                          | UBS BANK              | R               |
| 140        | Banco Fácil, S.A.                                                                        | FÁCIL                 | R               |
| 143        | Consultoría Internacional Banco, S.A.                                                    | CONSULTORIA           | R               |
| 166        | Banco del Ahorro Nacional y Servicios Financieros, S.N.C.                                | BANSEFI               | R               |
| 168        | Sociedad Hipotecaria Federal, S.N.C.                                                     | HIPOTECARIA FEDERAL   | RC              |
| 600        | Monex Casa de Bolsa, S.A. de C.V.                                                        | MONEXCB               | RC              |
| 601        | GBM Grupo Bursátil Mexicano, S.A. de C.V.                                                | GBM                   | RC              |
| 602        | Masari Casa de Cambio, S.A. de C.V.                                                      | MASARI CC.            | RC              |
| 604        | Inversora Bursátil, S.A. de C.V.                                                         | C.B. INBURSA          | RC              |
| 605        | Valué, S.A. de C.V., Casa de Bolsa                                                       | VALUÉ                 | RC              |
| 606        | Base Internacional Casa de Bolsa, S.A. de C.V.                                           | CB BASE               | RC              |
| 607        | Casa de Cambio Tiber, S.A. de C.V.                                                       | TIBER                 | RC              |
| 608        | Vector Casa de Bolsa, S.A. de C.V.                                                       | VECTOR                | RC              |
| 610        | B y B Casa de Cambio, S.A. de C.V.                                                       | B&B                   | RC              |
| 611        | Intercam Casa de Cambio, S.A. de C.V.                                                    | INTERCAM              | RC              |
| 613        | Multivalores Casa de Bolsa, S.A. de C.V. Multiva Gpo. Fin.                               | MULTIVA               | RC              |
| 614        | Acciones y Valores Banamex, S.A. de C.V., Casa de Bolsa                                  | ACCIVAL               | RC              |
| 615        | Merrill Lynch México, S.A. de C.V., Casa de Bolsa                                        | MERRILL LYNCH         | RC              |
| 616        | Casa de Bolsa Finamex, S.A. de C.V.                                                      | FINAMEX               | RC              |
| 617        | Valores Mexicanos Casa de Bolsa, S.A. de C.V.                                            | VALMEX                | RC              |
| 618        | Única Casa de Cambio, S.A. de C.V.                                                       | ÚNICA                 | RC              |
| 619        | MAPFRE Tepeyac S.A.                                                                      | ASEGURADORA MAPFRE    | RC              |
| 620        | Profuturo G.N.P., S.A. de C.V.                                                           | AFORE PROFUTURO       | RC              |
| 621        | Actinver Casa de Bolsa, S.A. de C.V.                                                     | CB ACTINBER           | RC              |
| 622        | Actinver S.A. de C.V.                                                                    | ACTINVE SI            | RC              |
| 623        | Skandia Vida S.A. de C.V.                                                                | SKANDIA               | RC              |
| 624        | Consultoria Internacional Casa de Cambio, S.A. de C.V.                                   | CONSULTORIA           | RC              |
| 627        | Zurich Compañía de Seguros, S.A.                                                         | ZURICH                | RC              |
| 628        | Zurich Vida, Compañía de Seguros, S.A.                                                   | ZURICHVI              | RC              |
| 629        | Hipotecaria su Casita, S.A. de C.V.                                                      | HIPOTECARIA SU CASITA | RC              |
| 630        | Intercam Casa de Bolsa, S.A. de C.V.                                                     | C.B. INTERCAM         | RC              |
| 631        | Vanguardia Casa de Bolsa, S.A. de C.V.                                                   | C.B. VANGUARDIA       | RC              |
| 632        | Bulltick Casa de Bolsa, S.A. de C.V.                                                     | BULLTICK C.B.         | RC              |
| 633        | Sterling Casa de Cambio, S.A. de C.V.                                                    | STERLING              | RC              |
| 634        | Fincomún, Servicios Financieros Comunitarios, S.A. de C.V., Sociedad Financiera Popular. | FINCOMUN              | RC              |
| 638        | Akala, S.A. de C.V., Sociedad Financiera Popular                                         | AKALA                 | RC              |
| 640        | J.P. Morgan Casa de Bolsa, S.A. de C.V.                                                  | JP MORGAN C.B.        | RC              |
| 646        | Sistema de Transferencias y Pagos STP, S.A. de C.V., SOFOM E.N.R.                        | STP                   | RC              |
| 901        | CLS Bank International                                                                   | CLS                   | RC              |
| 902        | SD. INDEVAL, S.A. de C.V.                                                                | INDEVAL               | RC              |

R = Participe en tant que (RDFI) Receiving Depository Financial Institution

RC = Ne fournit pas de services bancaires aux particuliers. Paiements à ces institutions le sont uniquement à des fins commerciales.

## Autres types de numéros bancaires
- Code IBAN (Europe et autres pays)
- Numéro de routage pour les dépôts directs (États-Unis)
- Numéro de routage pour les virements (États-Unis)
- Numéro de l'institution financière (Canada)
- Numéro de transit (Canada)